# Reality Kings
Reality Kings est une société américaine de production de films pornographiques sur internet et chaine de tv sur les réseaux us DirecTV & Dish Network depuis 2009, Reality Kings est détenue par RK Netmedia.

## Historique
Reality Kings est un méga site internet, opérant à partir de Miami Beach, en Floride.
Le réseau a été lancé en 2000 et comprend plus de deux douzaines de sites ayant des adhérents dans une grande variété de genres adultes, y compris: MILF, Amateur, Asiatiques, Blacks, Latina, Ado, Gros Seins, Big Ass et Reality Porn.
En 2009, Reality Kings TV crée Money Talks (en) pour Playboy TV. En septembre 2012, Manwin (maintenant connu sous le nom MindGeek) a complété l'acquisition de Reality Kings. [3] Reality Kings fait partie du réseau Pornhub.

## Classement
En novembre 2016, Reality Kings a un classement de trafic de 1493.

## Personnalités

### Actrices produites
Ci-dessous, quelques-unes des actrices les plus connues :
- Aaliyah Love
- Abella Danger
- Abigail Mac
- Adriana Chechik
- Adrianna Luna
- Aiden Ashley
- Aidra Fox
- A.J. Applegate
- Alektra Blue
- Alexis Fawx
- Alexis Ford
- Allie Haze
- Alyssa Reece
- Amia Miley
- Ana Foxxx
- Andy San Dimas
- Anikka Albrite
- April O'Neil
- Ariana Marie
- Asa Akira
- Ash Hollywood
- August Ames
- Blue Angel
- Brea Bennett
- Breanne Benson
- Bree Daniels
- Brett Rossi
- Brooklyn Lee
- Brynn Tyler
- Capri Anderson
- Capri Cavanni
- Carter Cruise
- Casey Calvert
- Celeste Star
- Chanel Preston
- Charlie Laine
- Charlotte Stokely
- Charmane Star
- Clara G
- Courtney Cummz
- Diana Doll
- Elexis Monroe
- Eufrat
- Faye Reagan
- Foxy Di
- Georgia Jones
- Gina Valentina
- Gracie Glam
- Isis Love
- Isis Taylor
- Jana Cova
- Jana Jordan
- Jayden Cole
- Jayme Langford
- Jazy Berlin
- Jenna Sativa
- Jessa Rhodes
- Jessica Lynn
- Jessie Andrews
- Jessie Volt
- Jillian Janson
- Kacey Jordan
- Kagney Linn Karter
- Karlie Montana
- Katsuni
- Keisha Grey
- Kiara Diane
- Kimberly Kane
- Kimmy Granger
- Kirsten Price
- Kortney Kane
- Lea Lexis
- Leilani Leeane
- Lela Star
- Lexi Belle
- Lily Carter
- Lily LaBeau
- Lizz Tayler
- Lux Kassidy
- Maddy O'Reilly
- Madelyn Marie
- Melanie Rios
- Melissa Jacobs
- Melissa Moore
- Memphis Monroe
- Mia Malkova
- Mindi Mink
- Monica Sweetheart
- Monique Alexander
- Presley Hart
- Prinzzess
- Puma Swede
- Raven Rockette
- Rebeca Linares
- Roxanne Hall
- Ryan Ryans
- Sabrina Maree
- Samantha Ryan
- Samantha Saint
- Sammie Rhodes
- Sara Luvv
- Shy Love
- Shyla Jennings
- Sindee Jennings
- Sophia Santi
- Spencer Scott
- Taissia Shanti
- Tanya James
- Tasha Reign
- Taylor Vixen
- Vanessa Veracruz
- Veronica Ricci
- Vicki Chase
- Yurizan Beltran

## Source de la traduction
- (en) Cet article est partiellement ou en totalité issu de l’article de Wikipédia en anglais intitulé « Reality Kings » (voir la liste des auteurs).